# Diplomats de Washington
Maillots
Les Diplomats de Washington (en anglais : Washington Diplomats), sont un ancien club américain de soccer domicilié à Washington. Tout au long de son existence, le club joue ses rencontres à domicile au Robert F. Kennedy Memorial Stadium et leurs rencontres en salle au showbol dans le stade voisin de D.C. Armory.
Fondé comme une équipe d'expansion en 1974, les Diplomats évoluent en Ligue nord-américaine de football (North American Soccer League), qui est alors le championnat le plus relevé aux États-Unis et au Canada.

## Histoire
Les premières saisons du club sont difficiles, les Diplomats ne parvenant pas à se qualifier pour les séries éliminatoires jusqu'en 1976, leur cinquième année en championnat. La saison suivante, le club joue ses matchs à domicile dans le nord de la Virginie, au Wilbert Tucker Woodson High School, avant de revenir à son stade de Washington. Les trois années suivantes, les Diplomats réalisent de bonnes saisons régulières et atteignent les séries éliminatoires chaque année de 1977 à 1980. Par conséquent, le club attire en moyenne 20 000 partisans durant la saison 1980.
En 1980, le Madison Square Garden Corp., le propriétaire du club, accumule une dette de six millions de dollars et le président du club, Steve Danzansky, ne parvient pas à recueillir assez d'argent pour garder l'équipe en vie. Malgré tout, la même année, la franchise l'Express de Détroit (en)  déménage en périphérie de Washington et est renommé les Diplomats en raison du succès du club dans la région. Cependant, une diminution de la fréquentation et un manque de succès sur le terrain sonne la fin de la franchise, et les Diplomats se retirent définitivement à la fin de la saison 1981.